# Los herederos Del Monte
Los herederos Del Monte es una telenovela colombo-estadounidense producida por RTI Televisión para Telemundo en 2011. Es una adaptación de Hijos Del Monte, telenovela chilena producida por TVN en 2008. 
Protagonizada por Marlene Favela,  Mario Cimarro, Fabián Ríos, Ezequiel Montalt y Jonathan Islas, con las participaciones antagónicas de Margarita Muñoz, José Luis Reséndez, Margarita Durán y Diana Quijano. 

## Sinopsis
En la Arboleda Del Monte los días pasan calmos. Los cinco hermanos: Juan, José, Pedro, Gaspar y Lucas del Monte, se ocupan, como siempre, de mantener el fundo que durante décadas sus padres transformaron en el más importante y próspero de la zona. Quieren mantener su legado y hacerlo crecer aún más.
Acompañados por Modesto Mardones, el eterno y fiel servidor de la familia, los hermanos se aprestan a leer el testamento que dejó su padre, Don Emilio del Monte, recientemente fallecido. Lo que nunca pensaron estos hijos adoptivos era que ese día tan triste en sus vidas marcaría un quiebre definitivo y el comienzo de una nueva historia en la que estarán irremediablemente atrapados.
Cuando el abogado está a punto de leer el testamento y mostrar un vídeo con las últimas palabras de Don Emilio del Monte aparece Paula del Monte, su única hija biológica que no sólo viene a recibir su parte de la herencia, sino también a revolucionar los días de estos hombres, los más codiciados del lugar.
Desde entonces las cosas en la Arboleda nunca volverán a ser iguales. Paula viene decidida a todo. Quiere recuperar lo que le corresponde. La mueve el resentimiento y el odio y haber sido ignorada por su familia paterna. Por eso sus planes ya están en marcha y cada uno de los hermanos le servirá para concretarlos.
Lo que Paula del Monte no esperaba era que en este lugar del mundo, donde siempre quiso estar para reinar y sentirse una igual, encontraría el amor lo que le hará cambiar para siempre sus objetivos. Eso pasa cuando conoce a Juan de quien se enamorara, por primera vez en su vida no podrá controlar sus sentimientos, muchos menos sus emociones por lo que hará lo posible por conseguir el amor de Juan y separarlo de Julieta Millán, su prometida, quien será su fuerte enemiga y se convertirá en una fiera para evitar que Paula y Juan puedan estar juntos.
Así sus planes se desmoronarán mientras Sofía Cañadas, su madre, intenta por todos los medios que Paula cumpla la promesa que se hicieron hace años: quedarse con todos los bienes de los del Monte.

## Reparto
- Marlene Favela como Paula Cañadas / Paula Del Monte Cañadas
- Mario Cimarro como Juan del Monte Rioja
- José Luis Reséndez como José del Monte Rioja
- Margarita Muñoz como Julieta Millán de Del Monte
- Ezequiel Montalt como Pedro del Monte Rioja
- Fabián Ríos como Gaspar del Monte Rioja
- Jonathan Islas como Lucas del Monte Rioja
- Alejandra Sandoval como Guadalupe "Lupe" Mardones de Del Monte
- Carla Giraldo como Rosario Millán de Del Monte
- Margarita Reyes como Beatriz Pereira de Del Monte
- Pedro Rendón como Efraín Mardones
- Juan Pablo Obregón como Johnny Delgado
- Carina Cruz como Consuelo Millán de Delgado
- Emerson Rodríguez Gómez como Amador Cereceda
- Natasha Klauss como Berta Soto
- Didier van der Hove como Eleuterio Mardones
- Margarita Durán como Rosa de Millán
- Diana Quijano como Sofía Cañadas
- Javier Delgiudice como Miguel Millán
- Roberto Mateos como Modesto Mardones
- Andrés Felipe Martínez como Gustavo del Fierro
- Alejandro López como Esteban
- Julio del Mar como Don Emilio del Monte (#1)
- Roberto Vander como Don Emilio del Monte (#2)/ Pablo González
- Katherine Porto como Adela
- Andres Ogilvie como Emiliano "Nacho"